# Cardiff City Ladies Football Club
Ne doit pas être confondu avec Cardiff City Football Club (féminines).
Maillots
Le Cardiff City Ladies Football Club est le seul club de football féminin gallois qui joue dans le Championnat d'Angleterre féminin. Il est fondé en 1975 sous le nom de Llanedeyn Ladies Football Club après un match de charité. L'équipe joue au Cardiff International Sports Stadium, dans la partie sud de Cardiff.

## Historique
Après avoir été rebaptisé à plusieurs reprises, le club prend le nom de Cardiff City Ladies Football Club en 1981. En 1993, il est affilié au club masculin de l'Inter Cardiff et l'équipe joue alors au Cardiff Athletic Stadium. L'affiliation prend fin en 1997. L'équipe féminine prend le nom de Cardiff County Ladies Football Club et est affiliée à la mairie de la Cardiff. En 2001, le club est affilié au Cardiff City FC, le club masculin de la ville.
Cependant, au début de 2003, l'affiliation fait naître des divisions au sein de l'équipe masculine lorsque ses membres se prononcent contre une proposition de gestion de l'équipe féminine. Cardiff City LFC devient alors indépendant mais est pourtant autorisée à utiliser les mêmes maillots que ses homologues masculins. On trouve un nouveau fanion pour le club où est inséré l'emblème gallois du dragon rouge.
En 2006, Cardiff City remporte le championnat de la division sud et est promu en Premier League pour la première fois de son histoire.
Bien que le club joue dans le championnat anglais, c'est en gagnant plusieurs coupes du pays de Galles qu'il obtient son ticket pour la Coupe UEFA féminine.

### Bilan saison par saison
|           | I | II | III | Points | Journées | V  | N | D  | b.p. | b.c. | Diff. |
| 2011-2012 |   | 8  |     | 16 pts | 18       | 4  | 4 | 10 | 11   | 19   | -8    |
| 2010-2011 |   |    | 2   | 36 pts | 18       | 11 | 3 | 4  | 26   | 19   | +7    |
| 2009-2010 |   |    | 6   | 35 pts | 22       | 10 | 5 | 7  | 44   | 32   | +8    |
| 2008-2009 |   |    | 7   | 29 pts | 8        | 5  | 9 | 7  | 40   | 38   | +2    |

Légende :
- I / II / III : division jouée
- V / N / D : victoires / matchs nuls / défaites
- b.p. / b.c. : buts pour / buts contre
- Diff : différence de buts
- Promotion dans le championnat hiérarchiquement supérieur
- Relégation dans le championnat hiérarchiquement inférieur

## Palmarès
- Coupe du pays de Galles (11)
  - Vainqueur : 1995, 2003, 2004, 2005, 2006, 2007, 2008, 2009, 2010, 2012 et 2013.

## Participations européennes
Coupe UEFA féminine
- 2003-2004 : premier tour de qualification (4e)
- 2004-2005 : premier tour de qualification (4e)
- 2005-2006 : premier tour de qualification (3e)
- 2006-2007 : premier tour de qualification (2e)
- 2007-2008 : premier tour de qualification (4e)
- 2008-2009 : premier tour de qualification (4e)

Ligue des champions féminine de l'UEFA
- 2009-2010 : premier tour de qualification (3e)